# Operacja Diesel
Operacja Diesel – rajd dokonany 6 oraz 7 lutego 2009 przez siły Royal Marines z 45. i 42. Commando oraz 3. brygady Commando na fabrykę narkotyków należącą do talibów położoną w okolicach miasta Sangin w prowincji Helmand. Wojska brytyjskie wspierały niewielkie siły afgańskie.
Według danych brytyjskich w wyniku dokonanego rajdu wojska koalicji zajęły cztery fabryki heroiny oraz opium o wartości ponad 50 milionów funtów. Dane te okazały się jednak nie precyzyjne. Zamiast przechwycenia heroiny, znaleziono 1260 kilogramów opium oraz sprzęt do produkcji heroiny. Łączny koszt przejętych narkotyków został wyceniony na 126 000 dolarów. Cena ta została obliczona na podstawie średniej, afgańskiej ceny za kilogram opium.
W wyniku operacji zginęło 20 talibów oraz zdobyto motocykl, który mógł posłużyć rebeliantom do zamachu samobójczego. Strat po stronie koalicji nie zanotowano.